# Давидан, Израиль Наумович
Израиль Наумович Давидан (25.03.1923 — 2013) — океанолог, доктор географических наук (1970), профессор (1974), заслуженный деятель науки и техники РСФСР (1989).

## Биография
Родился 25 марта 1923 г. в д. Свислочь Осиповичского района Могилёвской губернии.
В 1939 г. поступил на географический факультет Ленинградского университета. Когда началась Великая Отечественная война, добровольцем ушёл на фронт, участвовал в сражениях у Невской Дубровки и на «ораниенбаумском пятачке», был трижды ранен. Инженер-капитан, награждён орденами Красной Звезды (15.02.1968), Отечественной войны I степени (06.04.1985) и медалями.
В 1943 г. возобновил учёбу в университете и окончил его в 1946 г. по специальности «океанология». До 1961 г. работал в Гидрографической службе ВМС в должностях от инженера до старшего научного сотрудника. Участвовал в подготовке и проведении океанографических экспедиций. На основе экспериментальных данных разработал метод расчёта волн по полям ветра. За эти исследования в 1954 г. присуждена учёная степень кандидата географических наук.
Одним из первых в советской океанологии начал широко использовать прикладные методы теории случайных функций для анализа спектральной структуры морского волнения. В 1959 г. разработал новый метод расчета режимных функций распределения элементов волн.
С 1961 г. работал в Ленинградском (Санкт-Петербургском) отделении Государственного океанографического института, с 1980-х гг. возглавлял лабораторию волновых процессов.
В 1970 г. защитил докторскую диссертацию:
- Волны в океанах и морях. Методы анализа и расчета. Карты волнения мирового океана : в 2-х томах : диссертация … доктора географических наук : 11.00.00. — Ленинград, 1969. — 566 с. : ил. + Прил. (91 с.: ил.) + Прил. (37 с.: ил.).

В 1974 г. присвоено учёное звание профессора.
Сочинения:
- Вероятностные характеристики волнения, методы их анализа и расчета [Текст] / И. Н. Давидан, В. А. Рожков, Б. М. Андреев и др. ; Под ред. д-ра геогр. наук И. Н. Давидана. — Ленинград : Гидрометеоиздат, 1971. — 185 с. : ил.; 21 см. — (Труды/ Глав. упр. гидрометеорол. службы при Совете Министров СССР. Гос. океаногр. ин-т; Вып. 97).
- Методы расчета спектра воли [Текст] : [Обзор] / И. Н. Давидан, Ю. В. Олюнин, В. А. Рожков, Ю. А. Трапезников ; Всесоюз. науч.-исслед. ин-т гидрометеорол. информации. — Обнинск : Информ. центр ВНИИГМИ, 1977. — 98 с. : граф.; 20 см. — (Мировой центр данных. Серия «Океанология»).
- Ветровое волнение как вероятностный гидродинамический процесс [Текст] / И. Н. Давидан, Л. И. Лопатухин, В. А. Рожков. — Ленинград : Гидрометеоиздат, 1978. — 287 с., 1 л. ил. : ил., карт.; 22 см.
- На встречу со штормами [Текст] / И. Н. Давидан, Л. И. Лопатухин. — Ленинград : Гидрометеоиздат, 1982. — 136 с. : ил. ; 20 см. — 50000 экз.
- Ветровое волнение в Мировом океане [Текст] / И. Н. Давидан, Л. И. Лопатухин, В. А. Рожков; под ред. И. Н. Давидана. — Ленинград : Гидрометеоиздат, 1985. — 256 с. : ил.; 21 см.
- Основные тенденции эволюции экосистемы / [И. Н. Давидан, А. Е. Михайлов, А. И. Смирнова и др.]; Под ред. И. Н. Давидана, О. П. Савчука; Гос. океаногр. ин-т, Ленингр. отд-ние. — Л. : Гидрометеоиздат, 1989. — 261,[1] с. : ил.; 22 см. — (Пробл. исслед. и мат. моделирования экосистемы Балт. моря. Междунар. проект «Балтика» Вып. 4).; ISBN 5-286-00350-8

Заслуженный деятель науки и техники РСФСР (1989). За монографический справочник «Ветер и волны в океанах и морях» (1974) в составе авторского коллектива (И. Н. Давидан, Л. И. Лопатухин, В. А. Рожков) удостоен премии им. Ю. М. Шокальского.
Похоронен на Смоленском православном кладбище Санкт-Петербурга.